# Sitio de Zara
El sitio de Zara (10-23 de noviembre de 1202) fue la primera gran acción de la Cuarta Cruzada. Fue el primer ataque cruzado contra una ciudad católica, la ciudad de Zara (la actual Zadar, Croacia).

## Antecedentes
Poco después de su elección como papa en 1198, el Inocencio III (1161-1216) publicó varias encíclicas papales que pedían la invasión y la reconquista de Tierra Santa a sus inquilinos musulmanes. Su plan para lograr esto difería de las anteriores fallidas Segunda y Tercera Cruzadas de varias maneras. En lugar de la nobleza laica que dirigió las anteriores cruzadas, ésta sería, en teoría, completamente bajo el control papal. El plan de Inocencio también incluía que los ejércitos invasores viajaran a Egipto por mar y aprovecharan el delta del Nilo, que podría utilizarse como base para invadir Palestina. Su llamamiento fue inicialmente mal recibido entre las familias gobernantes de Europa, pero en 1200, un ejército de unos 35 000 soldados se había reunido bajo Bonifacio de Montferrato.
Inocencio III negoció un acuerdo con la República de Venecia, potencia marítima de la Europa del momento, la construcción de una flota de buques de guerra y transporte, que se pagaría en el momento de su utilización. El acuerdo estipulaba que alrededor de 35 000 cruzados usarían el transporte y se pagaría a los venecianos 85 000 marcos de plata. Después de que los venecianos hubieran suspendido sus operaciones comerciales durante un año para construir y reunir tripulación para los barcos, sólo alrededor de 12 000 hombres se presentaron en Venecia. Por lo tanto, los cruzados se encontraron sólo en condiciones de pagar 51 000 marcos a los venecianos. En respuesta, los venecianos indicaron que aceptarían la invasión de Zara (en la actualidad Zadar, Croacia), una ciudad católica en la costa del Adriático, cerca de Trieste, en lugar del pago. Zara se había rebelado contra la República de Venecia en 1183, y se colocó bajo la doble protección del Papado y el rey Emerico de Hungría (que recientemente también había llegado a un acuerdo para unirse a la cruzada).
Aunque un gran número de cruzados encontraron el acuerdo repulsivo y se negó a participar, la mayoría estuvo de acuerdo (a pesar de las protestas por escrito de Inocencio III), citando como el único medio necesario para alcanzar el objetivo más amplio de tomar Jerusalén. En el invierno de 1203, Inocencio excomulgó a todo el ejército cruzado, junto con los venecianos, por tomar parte en el ataque. «He aquí», escribió el papa, «su oro se ha convertido en metal sin valor y su plata se ha oxidado casi completamente, ya que, apartándose de la pureza de su plan de inflexión y caminando por la senda hacia el camino intransitable, que tiene, por así decirlo, retirado de su mano al arado [...] para cuando debe tener apresurara a la tierra que fluye leche y miel, que se le negara el paso, ya que se ha desviado en dirección del desierto». El papa Inocencio posteriormente concedería una absolución a todo el ejército.

## El ataque
El ataque contra Zara tomó la forma de un desembarco anfibio seguido de un breve sitio. El incidente prefiguró el sitio de Constantinopla ocurrido más tarde en la campaña. Los cruzados utilizaron 50 transportes anfibios, 100 transportes de caballos y 60 buques de guerra diseñados y construidos para ellos por los venecianos. Sus transportes eran de aproximadamente 30 m de largo, 9 m de ancho y 12 m de altura, con una tripulación de 100 hombres. Cada uno podía llevar hasta 600 infantes. Los transportes de caballos estaban especialmente diseñados para llevar su carga de caballos, y ofrecían una rampa que podía ser abierta para permitir el desembarco directo de los caballeros montados en la costa. Los barcos de guerra venecianos eran impulsados por 100 remeros y cada uno portaba una maza con punta de metal como su principal arma.
Se colocaron cadenas a través de la entrada del puerto de Zara como defensa, pero los cruzados irrumpieron a través de ellas en sus barcos venecianos y desembarcaron a sus tropas y equipo sin acoso. Zara cayó el 23 de noviembre de 1202.